# Тройка Эйзенштейна

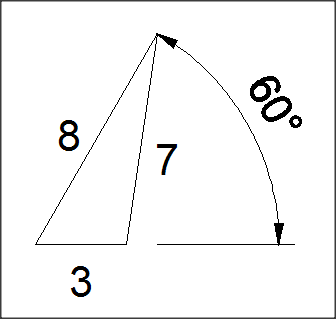
Тройка Эйзенштейна

Тройка Эйзенштейна — тройка целых чисел, являющихся длинами сторон треугольника, в котором один из углов равен 60° (подобно пифагоровым тройкам, являющимся целыми длинами сторон прямоугольного целочисленного прямоугольного треугольника).
Соотношение сторон в треугольнике с углом 60° следует из теоремы косинусов:
{\displaystyle c^{2}=a^{2}-ab+b^{2}}.
Примеры троек Эйзенштейна:
| Сторона a | Сторона b | Сторона c |
| --------- | --------- | --------- |
| 3         | 8         | 7         |
| 5         | 8         | 7         |
| 5         | 21        | 19        |
| 7         | 40        | 37        |

Треугольник с углом 120° и целочисленными сторонами

Близки к тройкам Эйзенштейна также тройки целочисленного треугольника с углом 120°, связанные, также как и в случае 60° благодаря рациональному косинусу, квадратичным соотношением {\displaystyle c^{2}=a^{2}+ab+b^{2}} (например, таковы (3,5,7), (7,8,13), (5,16, 19)).